# Alto del Espino
Alto del Espino est une localité située dans la province de Panamá, au Panama.